# Antena parabólica

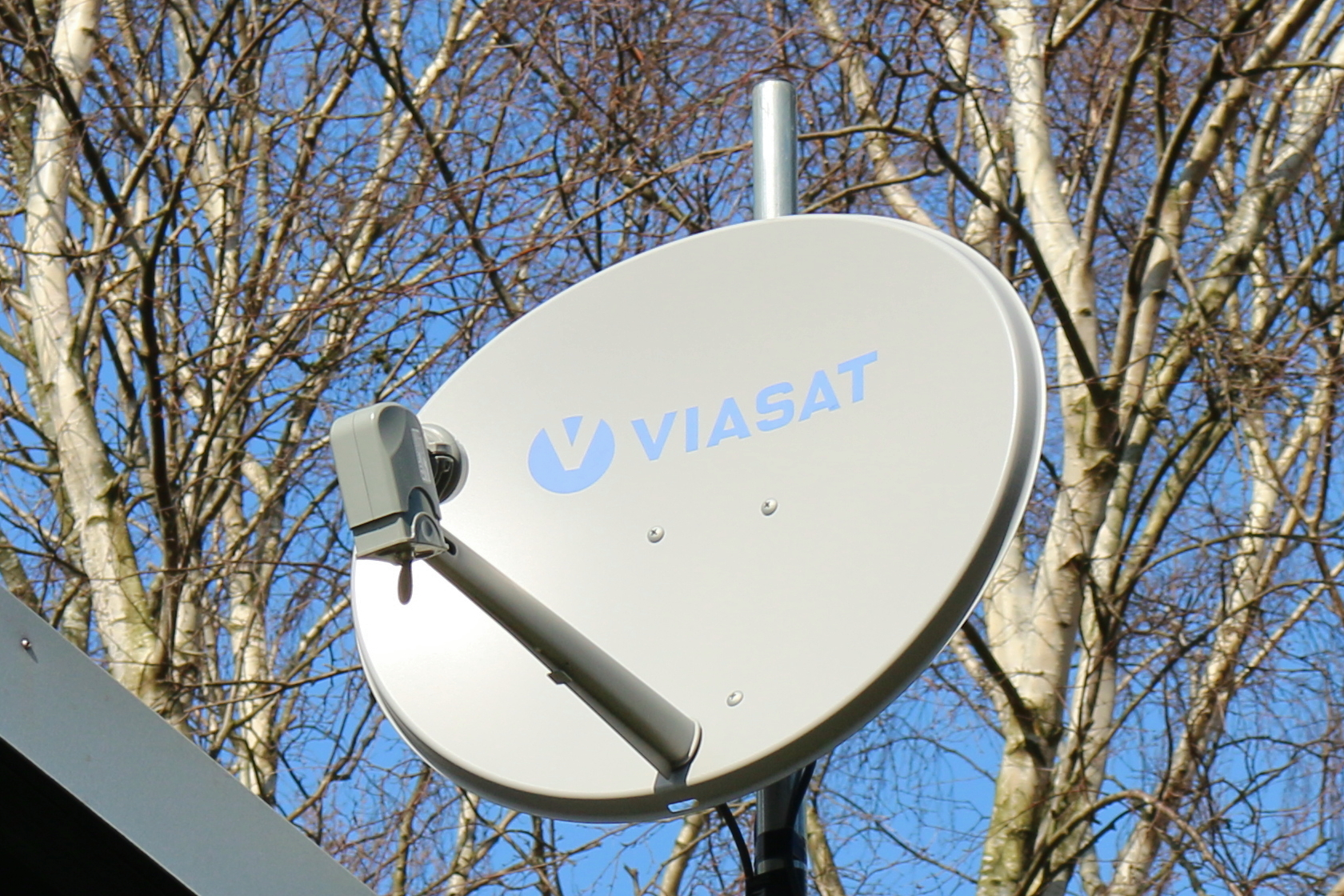
Uma antena parabólica para captação de televisão por satélite.

Uma antena parabólica é uma antena refletora utilizada para a recepção de sinais de rádio e televisão. Ela reflete o sinal vindo do espaço para o centro da antena, onde está o captador (chamado LNB), e assim concentrando este sinal fraco num único ponto, para que se obtenha uma recepção aceitável. É necessário utilizar um circuito elétrico que codifique esses sinais e controle as faixas de frequências que serão utilizadas: para isto que serve o aparelho receptor de sinais (chamado também de decodificador de TV). Esses sinais são transmitidos por satélites que operam para esse tipo de antena.
A forma geométrica da antena é um paraboloide de revolução, de forma que feixes paralelos de radiação eletromagnética se concentrem em seu foco.